# 詹皮耶罗·马里尼
詹皮耶罗·马里尼（義大利語：Gianpiero Marini，1951年2月25日—），意大利男子足球运动员，场上位置是中场。他曾代表意大利国家队参加1982年国际足联世界杯，结果获得冠军。